# ランス・ストーム
ランス・ストーム（Lance Storm、本名：Lance Timothy Evers、1969年4月3日 - ）はカナダのプロレスラー。オンタリオ州サーニア出身。
プロレスを活動している傍ら、自身が主宰するストーム・レスリング・アカデミー（Storm Wrestling Academy）にてトレーナーを務めている。

## 来歴
カナダのスチュ・ハート主宰のハート道場にてプロレスラーとしての基礎トレーニングを行い、1990年にプロレスデビュー。このとき、クリス・ジェリコもいっしょにトレーニングを積んでおり、長きにわたって行動をともにしていくこととなる（デビュー戦は両者の対決であった）。その後所属団体のロッキー・マウンテン・レスリングの経営が行き詰ると、海外の団体へ参戦を開始する。1991年にはジェリコとのチーム「サドン・インパクト」（後に「スリル・シーカーズ」に改称）にてFMWに初登場を果たした。またドイツのCAWや、レバノンの団体、アメリカのSMWなど各団体を転戦していく。1995年からはWARへ参戦を開始し、安良岡裕二と組んでタッグ王座を獲得している。
1997年にはECWへ参戦を開始する。同年12月には、クリス・キャンディードと共にタッグ王座を獲得した。
2000年にWCWに移籍。その後立て続けにUS王座、ハードコア王座、クルーザー級王座の3冠を獲得した。また他のカナダ出身のレスラーと共に、チーム・カナダを結成した。
WCW崩壊後はWWFに所属する。WWFでは冗談が一切通じない堅物ギミックでクリスチャンやウィリアム・リーガルらと結成したヒールのユニットであるアン・アメリカンズで活躍した。
2004年4月に現役引退。WWEのトレーナーとなった。2005年6月12日に行われたPPV、WWE ECW's One Night Standにて一夜限りの現役復帰を果たした。クリス・ジェリコと対戦して勝利した。同年7月にはWWEのトレーナーを辞め、カナダのカルガリーにランス・ストーム・レスリング・アカデミー（Lance Storm Wrestling Academy）を開設し、プロレスラーとしても、TNAやROHなどの団体にスポット参戦している。

## 得意技
カナディアン・メイプル・リーフ
ラスト・コール
ディープ・インパクト
ミサイルキック
ドロップキック
スプリングボード・ドロップキック
垂直落下式ブレーンバスター
シャープ・シューター
レッグ・ラリアット
エンドレス・パワーボム
餅つき式パワーボム。
相手を叩きつけた後、背筋力で持ち上げて（実際は対戦相手が手をつかんで自ら上体を起こす場合もある）さらに落とす。これを数度繰り返す。

## タイトル歴
WWF / WWE

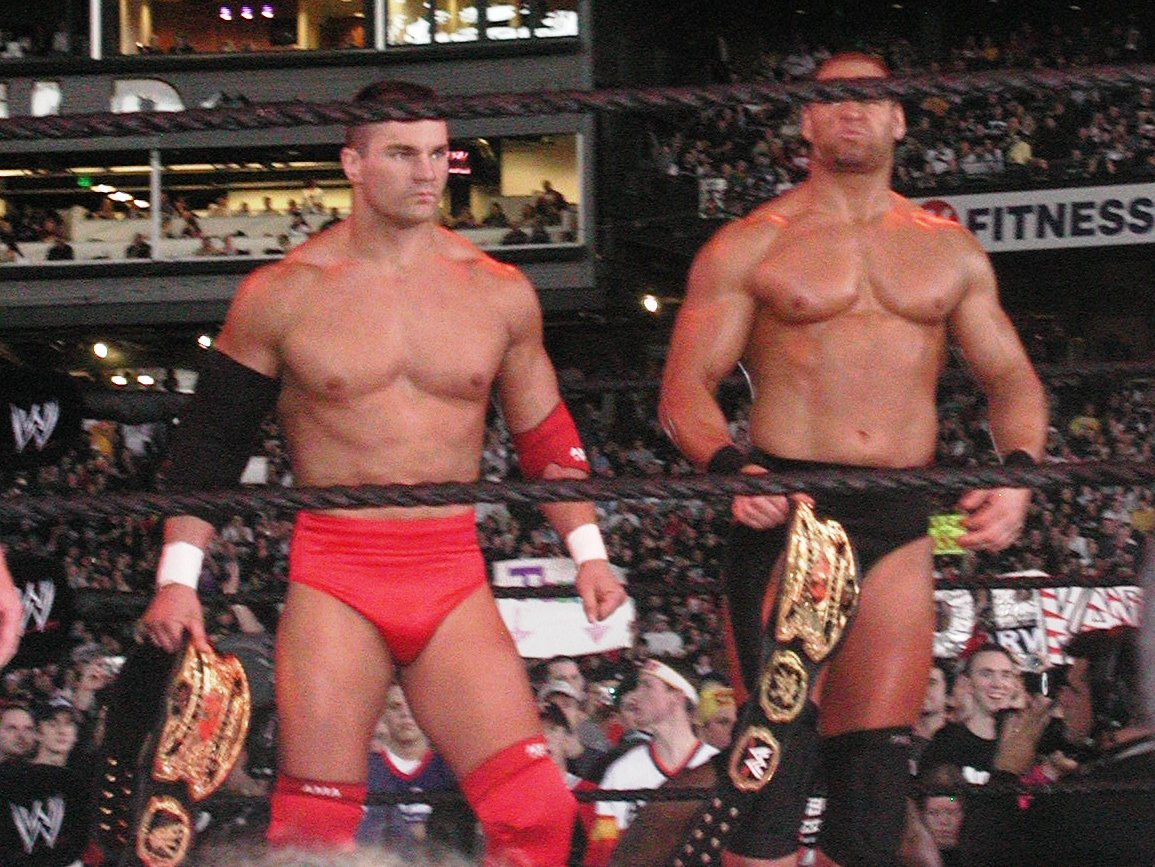
WWE世界タッグ王座

- WWFインターコンチネンタル王座 : 1回
- WWE世界タッグ王座 : 4回（w / クリスチャン×1、ウィリアム・リーガル×2、チーフ・モーリー×1）

WCW
- WCW US王座 : 3回
- WCWハードコア王座 : 1回
- WCWクルーザー級王座 : 1回

ECW
- ECW世界タッグ王座 : 3回（w / クリス・キャンディード×1、ジャスティン・クレディブル×2）

WAR
- WAR世界6人タッグ王座 : 1回（w / 荒谷信孝、北原光騎）
- インターナショナルジュニアヘビー級タッグ王座 : 2回（w / 安良岡裕二）

SMW
- SMW TV王座 : 1回

CWA
- CWAキャッチ・ジュニアヘビー級王座 : 2回

カナディアン・ロッキーマウンテン・レスリング
- CRMWコモンウェルス・ミッドヘビー級王座 : 5回
- CRMW北米王座 : 1回
- CRMW北米タッグ王座 : 2回（w / クリス・ジェリコ）